# Пишчевич Олександр Семенович
Пишчевич Олександр Семенович (31 травня 1764 — 20 березня 1820) — військовий діяч, поміщик із Нової Сербії, письменник-мемуарист, сербського походження.

## Життєпис
Син (народився вже в Російській імперії) Семена Пишчевича. Вступив на службу кадетом 1776. Володів німецькою та французькою мовами. Служив у кінноті (проти волі батька, який хотів бачити в ньому артилериста), але кар'єри не зробив (дослужився лише до майорського чину).
За прикладом батька склав опис власного життя («Жизнь Александра Пишчевича, им самим писанная»). Як і батьківський життєпис, твір складався із 3-х частин:
1. до 1787 — спомини про юнацьке навчання та початок служби (анексія Криму 1783 й служба на Кавказі);
2. до 1794 — перебування в Катеринославській армії, подальша служба на Кавказі та участь у російсько-турецькій війні 1787—1791;
3. до 1798 — служба в Нарвському карабінерному полку, перехід на цивільну службу із воцарінням імператора Павла І й відставка.

Мемуари містять багаті відомості про військові дії російської армії в Криму та на Кавказі, про окремі персоналії і в цілому про життя Новоросійського краю, змальовують побут місцевого дворянства (через конфлікти з батьком автор був доволі іронічно налаштований до «новосербського» середовища, себе Олександр Пишчевич трактував уже як «росіянина»).
Пишчевич є також автором низки інших творів з історії Південної України.

## Родина
Батько — Симеон Пишчевич. Мати — Катерина Дмитрівна, з дому Хорват, племінниця Івана Хорвата, ініціатора створення Нової Сербії та Слов'яносербії.
Дружина — Марія Федорівна (?). Син — Платон.
Нащадок — Пищевич Семен Григорович.

## Пам'ять
19 лютого 2016, в рамках декомунізації в Україні в Олександрії один з провулків в історичній частині міста було названо «Родини Пищевичів».